# Joan Sellent
Joan Sellent Arús (Castellar del Vallès, 24 de octubre de 1948) es un traductor catalán, valorado especialmente por sus traducciones teatrales.

## Biografía
Se licenció en Filología Catalana por la Universidad Autónoma de Barcelona y continuó los estudios con un máster en Traducción Literaria en la Universidad de Mánchester, en el que realizó una traducción de La naranja mecánica, de Anthony Burgess. Ha ejercido de profesor de traducción literaria en la UAB hasta 2013.
Entre los años 1984 y 1995 se dedicó a la traducción para el doblaje de series de televisión y de guiones de películas. Destacan cintas como Mogambo, de John Ford, Al este del edèn, de Elia Kazan o Mucho ruido por nada de William Shakespeare, dirigida por Kenneth Branagh.
Joan Sellent ha traducido al catalán una gran cantidad de obras de autores como Paul Auster, Willa Cather, Charles Dickens, Noah Gordon, Nathaniel Hawthorne, Henry James, Ring Lardner, Salman Rushdie, Robert Louis Stevenson, Mark Twain o H. G. Wells.
Sus traducciones de obras teatrales se han representado en las principales salas de Cataluña, como por ejemplo el Teatro Romea, el Teatro Nacional, el Teatro Lliure, Sala Villarroel o el Teatro Grec. Destacan sus versiones de Shakespeare: Hamlet, Ricardo II, Coriolano, El rey Lear y Noche de reyes o El que quered, pero también obras de autores como Gareth Armstrong, Alan Bennett, Edward Bond, Tennessee Williams, Harold Pinter, David Mamet, Arthur Miller, Neil LaBute, Oscar Wilde o George Bernard Shaw. En 2016 apareció Shakespeare. Versions a peu d'obra, volumen que recopila once obras de Shakespeare traducidas por Sellent; fue el primer libro en papel que editó Núvol.

## Obras
- El oficio de traducir; Shakespeare, un hombre de teatro, publicado por la Fundación Bosch i Cardellach de Sabadell (2010).
- Shakespeare. Versions a peu d'obra, Núvol (2016).

## Reconocimientos y premios
- Premio Ciutat de Barcelona de Traducción en Lengua Catalana por la versión de Panorama desde el puente, de Arthur Miller
- Premio de la Crítica Teatral de Barcelona (2007-2008) por la traducción del rey Lear, de William Shakespeare (2008)